# إدمونتونيا

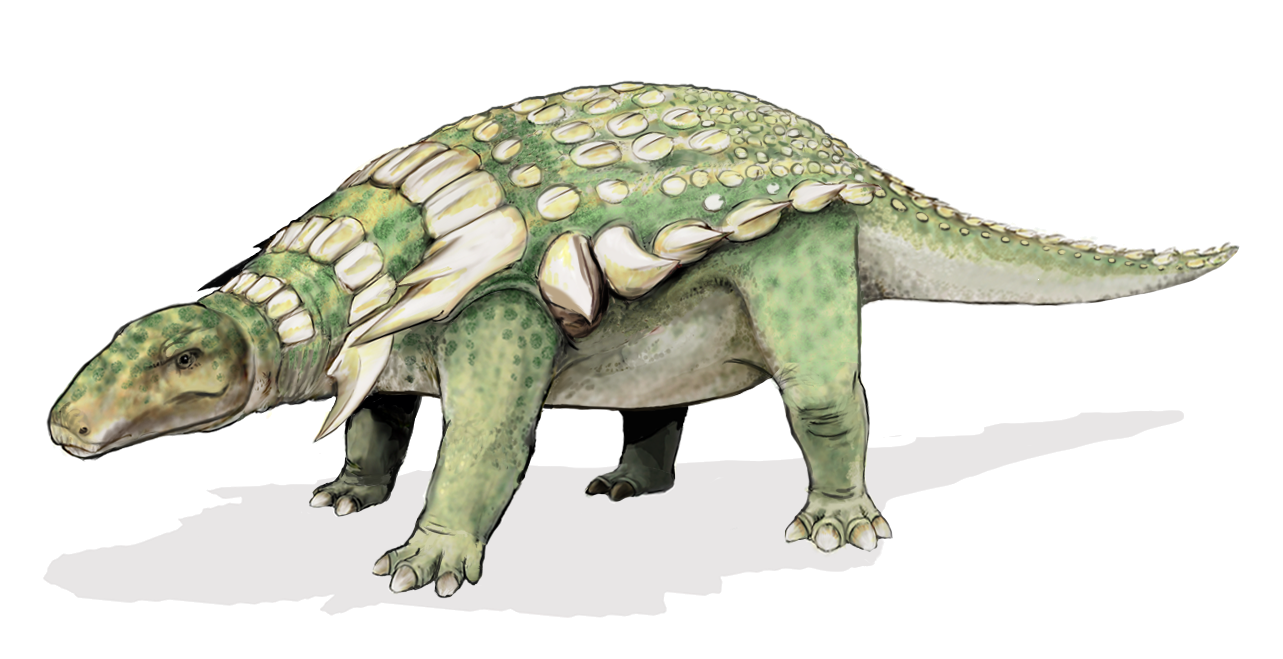
ديناصور إدمونتونيا

الادمونتونيا هو من الديناصورات أو العظاءات المنصهرة أو الانكيلوصوريات عاشت في العصر الطباشيري المتاخر له درع عظيم على ظهره وهذا ما يميز فصيلته بالإضافة إلى كتلة صلبة كالمطرقة في طرف ذيله للدفاع عن نفسه وهو أيضا من الديناصورات التي تعرف بانها تمشي على قوائمها الخلفية والامامية لم يجرؤ اغلب الديناصورات المفترسة في ذاك العصر على افتراسها لان لها اساليب دفاع منيعة.